# Backobourkia heroine
Espèce
Synonymes
- Epeira heroine L. Koch, 1871
- Epeira annulata Keyserling, 1886
- Epeira ventriosa Urquhart, 1892 nec Urquhart, 1891
- Aranea ventricosella Roewer, 1942

Backobourkia heroine est une espèce d'araignées aranéomorphes de la famille des Araneidae.

## Distribution
Cette espèce se rencontre en Australie et en Nouvelle-Calédonie.
Sa présence est incertaine en Nouvelle-Zélande.

## Description
Les mâles mesurent de 6,25 à 14,50 mm et les femelles de 11,88 à 23,75 mm.

## Publication originale
- L. Koch, 1871 : Die Arachniden Australiens, nach der Natur beschrieben und abgebildet. Nürnberg, vol. 1, p. 1-104 (texte intégral).